# Skorpion (komiks)
Skorpion (tytuł oryginału: Le Scorpion) – francuska seria komiksowa autorstwa Stephena Desberga (scenariusz), Enrico Marini (rysunki do tomów 1–12) i Luigiego Critone (rysunki do tomu 13.), ukazująca się od 2000 nakładem wydawnictwa Dargaud. Polski przekład ukazuje się nakładem wydawnictwa Egmont Polska.

## Opis fabuły
Akcja rozgrywa się w XVIII-wiecznym Rzymie i utrzymana jest w konwencji "płaszcza i szpady". Armando Catalano, mający przezwisko Skorpion, rzezimieszek zajmujący się okradaniem grobów świętych i sprzedawaniem relikwii, zostaje wplatany w spisek, który sięga najwyższych szczytów władzy w Państwie Kościelnym. Przygotowuje go kardynał Trebaldi, który pragnie ustanowić w Rzymie rządy dziewięciu antycznych rodów.

## Tomy
| Tom | Tytuł i rok wydania polskiego        | Tytuł i rok wydania oryginalnego |
| --- | ------------------------------------ | -------------------------------- |
| 1   | Znamię szatana (2003)                | La Marque du diable (2000)       |
| 2   | Tajemnica papieża (2003)             | Le secret du Pape (2001)         |
| 3   | Krzyż św. Piotra (2004)              | La Croix de Pierre (2002)        |
| 4   | Demon w Watykanie (2005)             | Le Démon au Vatican (2004)       |
| 5   | Święta Dolina (2006)                 | La Vallée sacrée (2004)          |
| 6   | Skarb świątyni (2006)                | Le Trésor du Temple (2005)       |
| 7   | W imię Ojca (2013)                   | Au Nom du Père (2006)            |
| 8   | Cień anioła (2013)                   | L'ombre de l'Ange (2008)         |
| 9   | Maska prawdy (2014)                  | Masque de la Vérité (2010)       |
| 10  | W imię syna (2014)                   | Au Nom du Fils (2012)            |
| 11  | Dziewiąty ród (2015)                 | La neuvième famille (2014)       |
| 12  | Fałszywy wieszczek (2024)            | Le mauvais augure (2019)         |
| 13  | Egipcjanin Tamose (2025)             | Tamose l'Égyptien (2020)         |
| 14  | Grobowiec sługi jedynego boga (2025) | La tombe d'un dieu (2022)        |